# Stella (film, 1990)
A Stella 1990-es amerikai filmdráma, amelyet John Erman rendezett. A forgatókönyvet Olive Higgins Prouty Stella Dallas című regénye alapján Robert Getchell készítette. Ez volt a harmadik filmadaptációja a regénynek, korábban 1937-ben filmesítették meg Barbara Stanwyckkel. A film főbb szerepeiben Bette Midler, John Goodman és Trini Alvarado. 1990. február 2-án mutatták be az Egyesült Államokban. Magyarországon videokazettán jelent meg 1995 novemberében. A filmet negatívan fogadta a filmkritika, és két Arany Málna díjra jelölték.

## Cselekmény
Stella egy bárban dolgozik, amikor megismerkedik a fiatal Dr. Stephen Dallasszal, és beleszeret. Bár a társadalmi spektrum ellentétes végéről származnak, viszonyba kezdenek, amelynek eredményeképpen Stella teherbe esik. Miután a férfi félszívvel megkéri a kezét, a nő visszautasítja, és egyedülálló anyaként kezdi el nevelni gyermeküket, Jennyt. Barátja, a helyi jó természetű kocsmatöltelék, Ed Munn mindig segít neki, és bátorítja. Stella vadul független és büszke, és eltökélt szándéka, hogy jót tesz a gyerekkel, és minden munkát elvállal, amit csak kell, hogy megfelelően nevelje a lányát.
Amikor Jenny négyéves, az apja hirtelen újra megjelenik a színen, és elhatározza, hogy megismeri a lányát. Stella először vonakodik, de végül rábeszélik, hogy engedélyezze a kapcsolattartást, és boldog kötelék alakul ki apa és lánya között. Ahogy Jenny felnőtté válik, a lány ingázik apja gazdag és jó kapcsolatokkal rendelkező háttere, valamint a szegény és szabadelvű, de lányához ragaszkodó anyja iránti hűsége és szeretete között. Megveti azt a vélt kapcsolatot is, amelyet Stella és Ed Munn között kialakulni lát, aki mára megtört alkoholista. Jenny végül találkozik és beleszeret egy fiúba, aki az apja világából való. Stella rájön, hogy a saját és Jenny apjának háttere közötti különbségek most már veszélyeztethetik lánya jövőbeli boldogságát. Hogy Jenny a felső osztályban élhessen, Stella önzetlen döntést hoz, és megkéri Edet, hogy segítsen neki. Jenny ezt követő látogatása során Stella szándékosan megrendez egy jelenetet, amely az anya és lánya közötti kapcsolat teljes összeomlásához és teljes megromlásához vezet.
Később Stella odakint látható a szakadó esőben, elcsigázott arccal, amint titokban az ablakon keresztül figyeli lánya esküvői szertartását. Egy rendőr megpróbálja elkergetni, de Stella megkéri, hogy maradhasson még egy pillanatra. Látni akarja Jenny arcát, amikor a vőlegény megcsókolja. Könnyekig meghatódva, de boldog mosollyal az ajkán Stella elhagyja a helyszínt.

## Szereplők
| Szerep          | Színész          | Magyar hang     |
| --------------- | ---------------- | --------------- |
| Stella Claire   | Bette Midler     | Jani Ildikó     |
| Ed Munn         | John Goodman     | Koroknay Géza   |
| Jenny Claire    | Trini Alvarado   | Zsigmond Tamara |
| Stephen Dallas  | Stephen Collins  | Selmeczi Roland |
| Janice Morrison | Marsha Mason     | Bencze Ilona    |
| Mrs Wilkerson   | Eileen Brennan   | n.a             |
| Debbie Whitman  | Linda Hart       | n.a             |
| Jim Uptegrove   | Ben Stiller      | n.a             |
| Pat Robbins     | William McNamara | n.a             |
| Bob Morrison    | John Bell        | n.a             |
| Jenny 8 évesen  | Alisan Porter    | n.a             |

## Fogadtatás

### Kritikai visszhang
A film negatív reakciókat váltott ki a filmkritikusoktól. A Rotten Tomatoeson 29%-os minősítést ért el 7 értékelés alapján. David Nusair a Reel Film Reviewstól azt írta: „Stellát végül egy csomó negatív tulajdonság teszi tönkre, amelyek összeesküdtek, hogy a filmet egy komolyan unalmas kis drámává tegyék.” Roger Ebert szerint: „A Stella talán elcsépelt, de nagy szíve van.” Rene Jordan az El Nuevo Heraldtól azt írta: „Az egyetlen jó ebben a katasztrofális premierben, hogy Barbara Stanwyck pont időben halt meg ahhoz, hogy ne lássa, hogyan cserélték volna fel a drágaságát egy szemfényvesztőre.”
A Metacritic 45 pontot adott a 100-ból 18 vélemény alapján. John Hartl a Seattle Timestól azt írta: „Bár a Stella intelligensen készült és általában jól játszott, a hét eleji teltházas előzetes vetítésen mégis sokaknak szárazon maradt a szeme.” Janet Maslin a New York Timestól azt írta: „Midler asszony alakítása egyszerre magával ragadó és vadul következetlen. A történet annyira lyukas, hogy mind ő, mind Ms. Alvarado néha jelenetről jelenetre teljes személyiségváltást él át.” Owen Gleiberman az Entertainment Weeklytől azt írta: „A Stella sosem unalmas, de mire megismétlődik a híres esős jelenet Barbara Stanwyckkel, könnyek helyett már csak rángatózó tábori nevetést vált ki.”

### Bevétel adatai
A Box Office Mojo szerint a film 20 millió dolláros bevételt ért el, a költségvetésről nincs adat.

### Fontosabb díjak és jelölések
| Esemény              | Díj             | Kategória                                  | Eredmény |
| -------------------- | --------------- | ------------------------------------------ | -------- |
| 11. Arany Málna-gála | Arany Málna díj | Legrosszabb női főszereplő – Bette Midler  | Jelölve  |
| 11. Arany Málna-gála | Arany Málna díj | Legrosszabb eredeti dal – "One More Cheer" | Jelölve  |